# 斯克拉非
斯克拉非（英語：sucralfate），又稱硫糖鋁，是一种用于治疗胃溃疡、胃食道逆流、放射性直肠炎、胃炎，以及預防壓力性潰瘍的藥物，但對於幽門螺旋桿菌感染的效果有限。  有多種商品名。本藥可經口和直肠投用。  
常见的副作用為便秘。严重的副作用可能包括形成糞石以及腦病變。 本藥用於孕婦和哺育母乳之女性似乎是安全的。目前尚不清楚其作用機轉，但據信可能是因其能與潰瘍結合併保護其免受進一步損害。。   
斯克拉非在1981年在美国被核准使用，也是2017年在美國所開出的最常用處方藥的第218位，其處方超過200萬張。  

## 医疗用途
斯克拉非乃用于治疗與非甾体类抗炎药（NSAIDs）无关之活動性十二指肠溃疡；因为这些溃疡是由于酸分泌过多導致。  它尚未获得FDA批准用于胃溃疡，但由于臨床疗效而被广泛使用。  在消化性溃疡疾病，最近較少使用斯克拉非治療，但是它仍然是预防壓力性潰瘍的首選藥物之一。    
本藥用于以下情况： 
- 与NSAID的使用无关之活动性十二指肠溃疡
- 十二指肠溃疡之维持治疗
- 与NSAID的使用无关之胃潰瘍，以及胃食道逆流導致的胃炎：使用兰索拉唑 + cisapride +斯克拉非的治療，可显着改善症状和生活品质。 [14]
- 放射治療或化学治療导致的口腔潰瘍和口腔炎 ：但国际口腔肿瘤学会 2013年治療指引不建議使用本藥预防因放射治疗或合併化學與放射治療頭頸部癌症所導致的口腔黏膜炎。 [15]
- 妊娠期的胃食道逆流：作為配合生活方式和饮食调整的一線藥物治療 。 [16]
- 預防壓力性潰瘍：對於呼吸器相關肺炎的預防，使用斯克拉非併用預防性抽吸（例如持續性聲門下抽吸），與使用H2 拮抗剂（H2 blocker）相比，可降低發生呼吸器相關肺炎的風險。 [17] 但在預防胃腸道出血方面，質子幫浦抑制劑（PPI）或H2拮抗劑都比斯克拉非有效，因此並不常使用斯克拉非預防壓力性潰瘍。
- 预防狭窄的形成：在实验性消化道腐蚀伤，斯克拉非可以抑制消化道發生狹窄，可用于治疗食道的腐蚀性伤害，以增强粘膜癒合並抑制發生狹窄。[18]
- 溃疡性结肠炎引起的直肠炎。[19]
- 因治療子宫颈癌、前列腺癌和结肠癌進行放射治療導致放射性直肠炎所引起的直肠出血 。 [4]
  - 第1级出血：使用斯克拉非灌肠一個月，症狀缓解。
  - 第2级出血：使用斯克拉非灌肠和/或凝血治療有效。
  - 尽管频繁输血和凝血治療，但3级出血仍持续1年。
  - 8.5％的人发生了2级和3级直肠出血。最重要的危险因素是ICRU-CRBED。及時使用斯克拉非與凝血治疗，可有效控制1级和2级直肠出血，而无瘘管或狭窄。 [20]
- 用於治療胃繞道手术后之吻合口溃疡
- 美国的国家首都毒物中心（毒物控制）建议，對於已知或懷疑吞入鈕扣電池的病人，在使用內視鏡取出電池前，可使用斯克拉非懸浮液以减少食道受伤的风险和严重程度。 [21] [22]
- 預防呼吸器相關性肺炎：胃酸酸度下降和分泌量減少，會導致細菌過度生長並增加呼吸器相關肺炎的發生率。因為斯克拉非並不改變胃液的酸鹼度，在這方面可能比H2拮抗劑和質子幫浦抑制劑為佳。大多數的統合分析顯示，與H2拮抗劑相比，斯克拉非的治療降低了呼吸器相關肺炎的發生率 [9]

## 副作用
最常见的副作用是便秘 （2-3％）。 较少見的副作用（<0.5％）包括脹氣、头痛、低磷血症、口干症和糞石形成。    不建议慢性腎衰竭病人使用斯克拉非，因为它可能引起铝蓄積於體內以及中毒 。研究顯示斯克拉非在儿童和孕妇中的安全性和有效性（ 懷孕分級 B）。  

## 作用機轉
斯克拉非是一种局部作用的物质 ，在酸性环境（pH <4）中与胃中的盐酸反应 ，形成交联的粘稠糊状物質，可做為酸鹼緩衝劑长达6至8个小时。  它还可附着在溃疡表面的蛋白质上，例如白蛋白和纤维蛋白原 ，形成稳定的不溶性复合物，用以保護潰瘍表面免受酸、胃蛋白酶和胆汁进一步损害。  另外，斯克拉非還可以防止氢离子向后扩散 ，并可吸收胃蛋白酶和胆酸 。 
斯克拉非也被認為可刺激前列腺素 E 2 ，表皮生长因子 （EGF），鹼性纖維母細胞生長因子（ bFGF）和胃黏膜的产生 。 

## 藥物動力學
開始作用時間：1-2小时（用於消化性溃疡疾病（PUD）初始作用） 
吸收：口服時<5％ 
持续时间：用於消化性潰瘍時，由於本藥對粘膜缺損處有高親和性，可长达6小时 
生物利用度：本藥被認為是非系統性（非全身性）的作用，因此为5％。 
代谢：不被身體代谢，直接於尿中排泄 
排泄：並不被代謝或改變，主要由尿液排出 